# Jean Le Veneur
Jean Le Veneur (Normandía, c. 1473 - Marle, 1543) fue un prelado francés. 

## Vida
Hijo de Philippe Le Veneur, barón de Tillières, y de Marie Blosset, fue canónigo de la catedral de París, abad in commendam del monasterio de Saint-Grestain y arcediano de la diócesis de Lisieux, de la que era conde obispo su tío Étienne Blosset.  Tras el fallecimiento del tío en 1505, Jean le sucedió en el obispado.
Consejero de Francisco I de Francia desde 1516, abad de Mont Saint-Michel desde 1524, lugarteniente de gobernador de Normandía durante la prisión en España del rey francés, limosnero mayor desde 1526, vicario general de la diócesis de Évreux en 1531 y abad de Bec desde 1533; Clemente VII le creó cardenal de San Bartolomeo all'Isola en el consistorio de noviembre de 1533, en cuya dignidad intervino en el cónclave de 1534 en el que fue elegido papa Paulo III.
Fallecido en Marle (Picardía) con cerca de setenta años de edad, su cuerpo fue sepultado en la iglesia de Saint-André de Appeville; su corazón fue depositado en el coro de la iglesia de la abadía de Bec.